# Watersnip
De watersnip (Gallinago gallinago) is een vogel uit de familie van de strandlopers en snippen (Scolopacidae). De watersnip komt voor in de gematigde gebieden van bijna alle werelddelen, behalve in Australië.

## Kenmerken

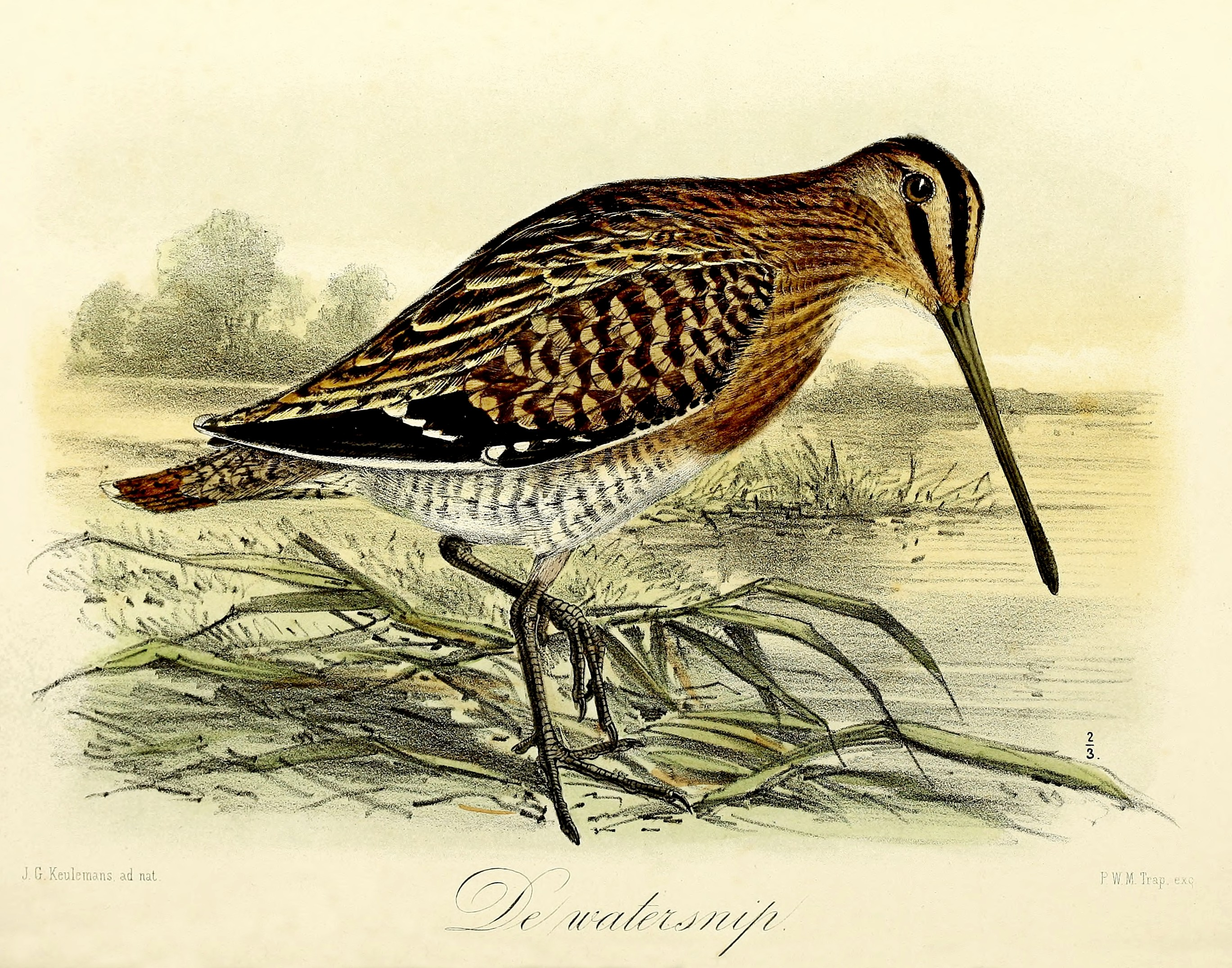
De watersnip
(1869), John Gerrard Keulemans

Deze 23 tot 28 cm lange snipachtige heeft een roodbruine snavel, die zeer lang is in verhouding tot zijn kop. De watersnip heeft veel kenmerken gemeen met de zustersoorten houtsnip, poelsnip en bokje, in grootte is hij de middelste ervan. Hij is vooral te herkennen aan zijn lange snavel en de smalle gele strepen op de rug. Het bokje heeft deze strepen ook, maar breder, hetgeen daarom meer contrasterend is met de andere veren. Het verenkleed van de watersnip is bruin gestreept met een witte onderzijde en donker gestreepte flanken. Verder heeft hij een gestreepte kop en korte grijsgroene poten.

## Leefwijze en voortplanting
Het voedsel van de watersnip bestaat uit insecten, waterkevers, wormen, slakken en zaden van waterplanten. De watersnip zoekt zijn voedsel vooral in ondiep water en modderige poelen. Hij loopt langzaam het water op en neer, met zijn snavel heen en weer wiegend op zoek naar wormen en andere grondinsecten.
In het voorjaar vertoont het mannetje van de watersnip een herkenbare baltsvlucht. Hij laat zich hierbij geleidelijk omlaag vallen met wijd verspreidde staartveren. Hierbij klinkt een eigenaardig geluid dat veroorzaakt wordt door het flapperen van de staartveren en dat lijkt op het blaten van een geit, vandaar de volksnaam hemelgeit. Met deze acties imponeert hij de vrouwtjes en zijn mannelijke concurrenten. Het nest van de watersnip bestaat uit een diep kuiltje, gevuld met grashalmen en losse bladeren. Het legsel bestaat uit drie tot vijf matte, peervormige eieren. De kleuren van de eieren zijn grijsgroen, olijfgroen of geelgroen. Bij gevaar vertrouwt hij op zijn schutkleuren en vliegt pas op het allerlaatste moment op. Tijdens deze vlucht vliegt hij zigzaggend weg en wint hij snel aan hoogte.

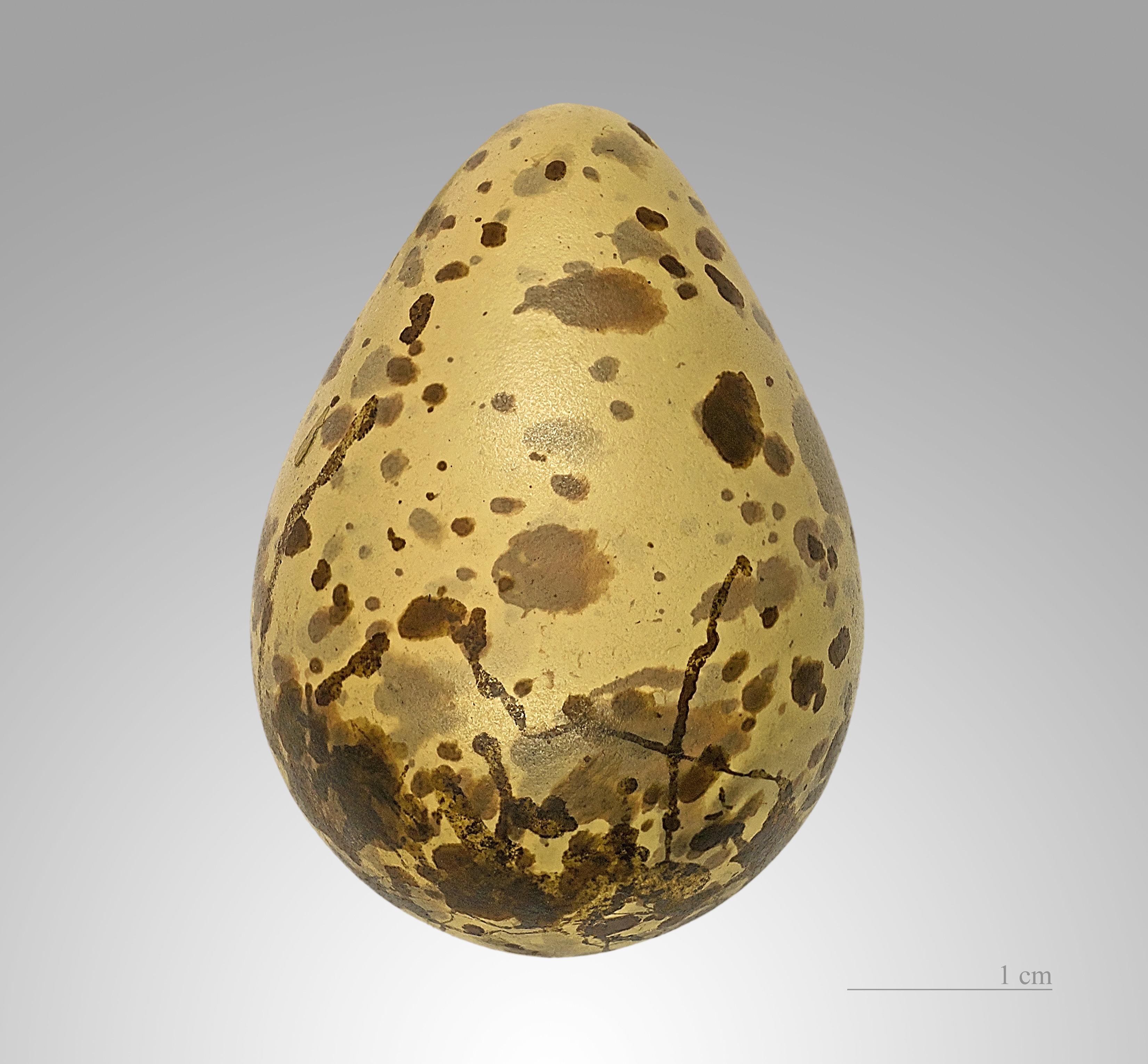
Ei van een watersnip

## Verspreiding en leefgebied
De soort telt twee ondersoorten:
- G. g. faeroeensis: IJsland, de Faeröer-eilanden, Orkney-eilanden en Shetlandeilanden.
- G. g. gallinago: centraal en noordelijk Europa en Azië.

De watersnip leeft aan oevers van meren, beken en rivieren.

## Voorkomen en status in Nederland en Vlaanderen
In Nederland en België zijn watersnippen het gehele jaar aan te treffen. Onder de weidevogels is hij schaars als broedvogel in natte weilanden. Tussen 1989 en 1991 werd het aantal broedvogels geschat op hoogstens 3100 paar. Tussen 1990 en 2007 is de achteruitgang ongeveer 2% per jaar (let wel: dit betekent over die hele periode een achteruitgang met bijna 30%). Deze achteruitgang is versneld tussen 2003 en 2007, waarschijnlijk door steeds toenemende verdroging en ontwatering van het agrarische landschap. De vogel wordt internationaal (nog) niet als bedreigde diersoort gezien, maar valt wel onder het AEWA-verdrag. De Nederlandse situatie is echter veel minder rooskleurig, daarom staat de watersnip als bedreigde vogelsoort op de Nederlandse rode lijst. De soort staat op de Vlaamse rode lijst als ernstig bedreigd. Het INBO schatte in 2014 het aantal broedparen in Vlaanderen op 15 à 20, met een afnemende trend.
Veel algemener is de watersnip als trekvogel. Zowel op de voorjaarstrek (april-mei) als op de najaarstrek (september-december) worden aanzienlijke aantallen watersnippen waargenomen. Gedurende natte, zachte winters zijn er ook overwintereraars.

## Status wereldwijd
De grootte van de populatie is in 2015 geschat op 15-29 miljoen volwassen vogels. Op de Rode lijst van de IUCN heeft deze soort de status niet bedreigd.

## Trivia
Op een biljet van honderd gulden in Nederland, voor de invoering van de euro, stond op de voorzijde een watersnip afgebeeld, en op de achterkant een poelsnip. In 1998 voerde minister Zalm een jaarlijkse lastenverlichting van honderd gulden door voor elk huishouden. Die lastenverlichting kreeg de naam Zalmsnip. Per 2005 is de Zalmsnip weer afgeschaft.

## Video
- Foeragerende watersnip in de regen
- Foeragerende watersnip in sneeuw en ijs